# 가우야강

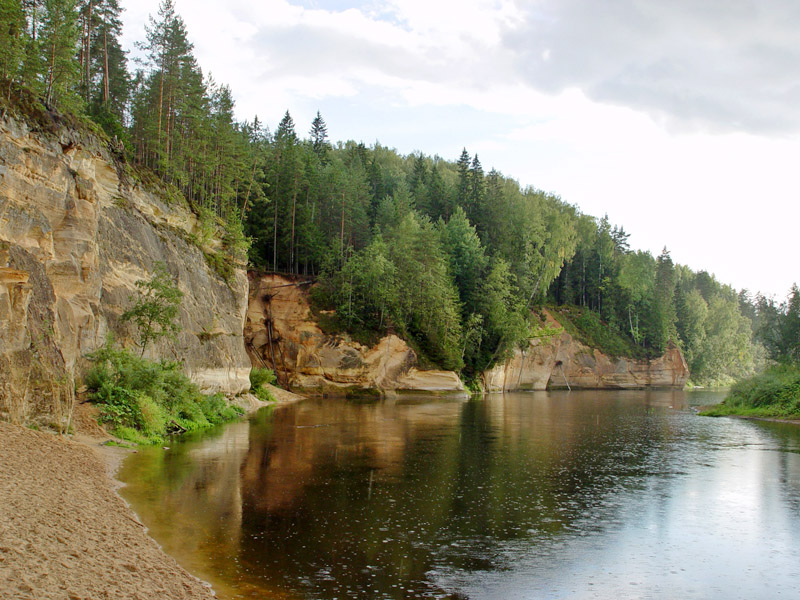
가우야강 국립공원

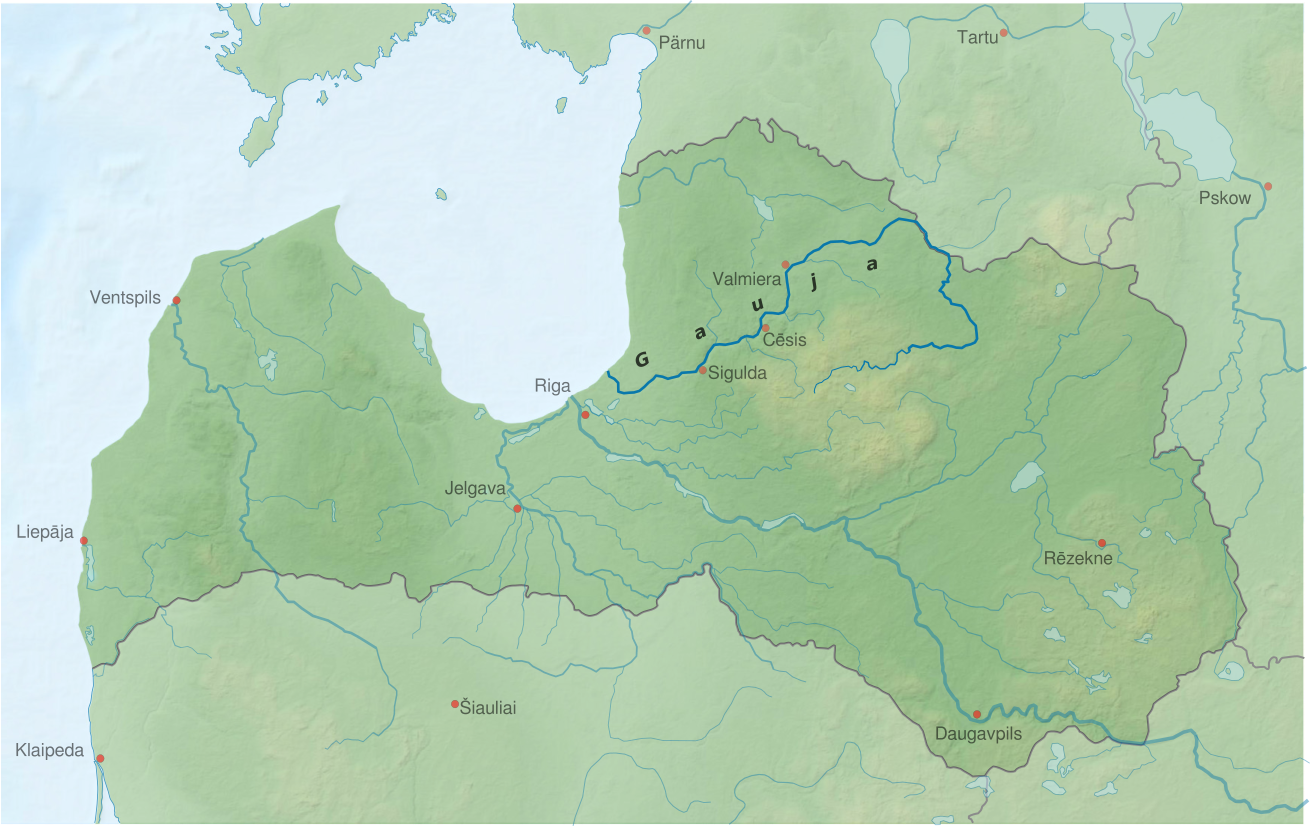
가우야강 지도

가우야강(라트비아어: Gauja, 에스토니아어: Koiva jõgi, 독일어: Livländische Aa)은 라트비아, 에스토니아에 위치한 강으로 길이는 452 km, 유역 면적은 9,800 km2이다.
비제메 고원 지대에서 발원한 다음에 동쪽 방향으로 흐른다. 에스토니아 국경 인근까지 북상한 다음에는 남서쪽으로 방향을 바꿔서 발미에라, 체시스, 시굴다 방향으로 흐르며 리가만과 합류한다. 시굴다의 북동쪽에서 체시스의 남서쪽까지 뻗어 있는 가우야강의 유역 지대는 면적이 917.45 km2에 달하며 국립공원으로 지정되어 있다.